# Чемпіонат України з настільного тенісу 2009
Чемпіонат України з настільного тенісу 2009 року — особисто-командна першість України з настільного тенісу, що відбулась з 9 по 13 червня 2009 року в місті Полтаві під егідою Федерації настільного тенісу України (ФНТУ).
Вперше за час проведення чемпіонатів України змагання проводились за олімпійською системою.
Змагання проходили в спортивному комплексі Полтавського заводу медичного скла.

## Переможці
- Командна першість. Чоловіки:

1. Донецька область (Лей Коу, Іван Катков).
2. Дніпропетровська область.
3. Чернігівська область.

- Командна першість. Жінки:

1. Харківська область (Ганна Гапонова, Ганна Юношева, Тетяна Ісаєва).
2. м. Київ.
3. Львівська область.

- Особиста першість. Чоловіки:

1. Лей Коу (Донецьк).
2. Іван Катков (Полтава).
3. Ярослав Жмуденко (Умань), Віктор Дідух (Львів).

- Особиста першість. Жінки:

1. Тетяна Сорочинська (Харків).
2. Поліна Трифонова (Донецьк).
3. Євгенія Васильєва (Київ), Ганна Юношева (Харків).

- Парний жіночий розряд:

1. Євгенія Васильєва — Валерія Степановська.
2. Поліна Трифонова — Ганна Юношева.
3. Тетяна Сорочинська — Ганна Гапонова; Марія Карликова — Ірина Моцик.

- Парний чоловічий розряд:

1. Віктор Дідух — Олександр Дідух.
2. Геннадій Закладний — Іван Катков.
3. Микита Рубан — Дмитро Писар; Лей Коу — Сергій Павліна.

- Парний змішаний розряд:

1. Олександр Дідух — Тетяна Сорочинська.
2. Андрій Сітак — Катерина Жучкова.
3. Дмитро Писар — Поліна Трифонова.